# Turena (Corresa)
Torena (en francès Turenne) és un municipi francès situat al departament de la Corresa i a la regió de la Nova Aquitània.

## Demografia
| 1962                                       | 1968 | 1975 | 1982 | 1990 | 1999 | 2007 |
| ------------------------------------------ | ---- | ---- | ---- | ---- | ---- | ---- |
| 743                                        | 705  | 699  | 718  | 740  | 742  | 791  |
| Des de 1962: població sense dobles comptes |      |      |      |      |      |      |

## Administració
| Període | Identitat | Partit |
| ------- | --------- | ------ |
| 2001-   | Yves Gary | UMP    |

## Galeria d'imatges

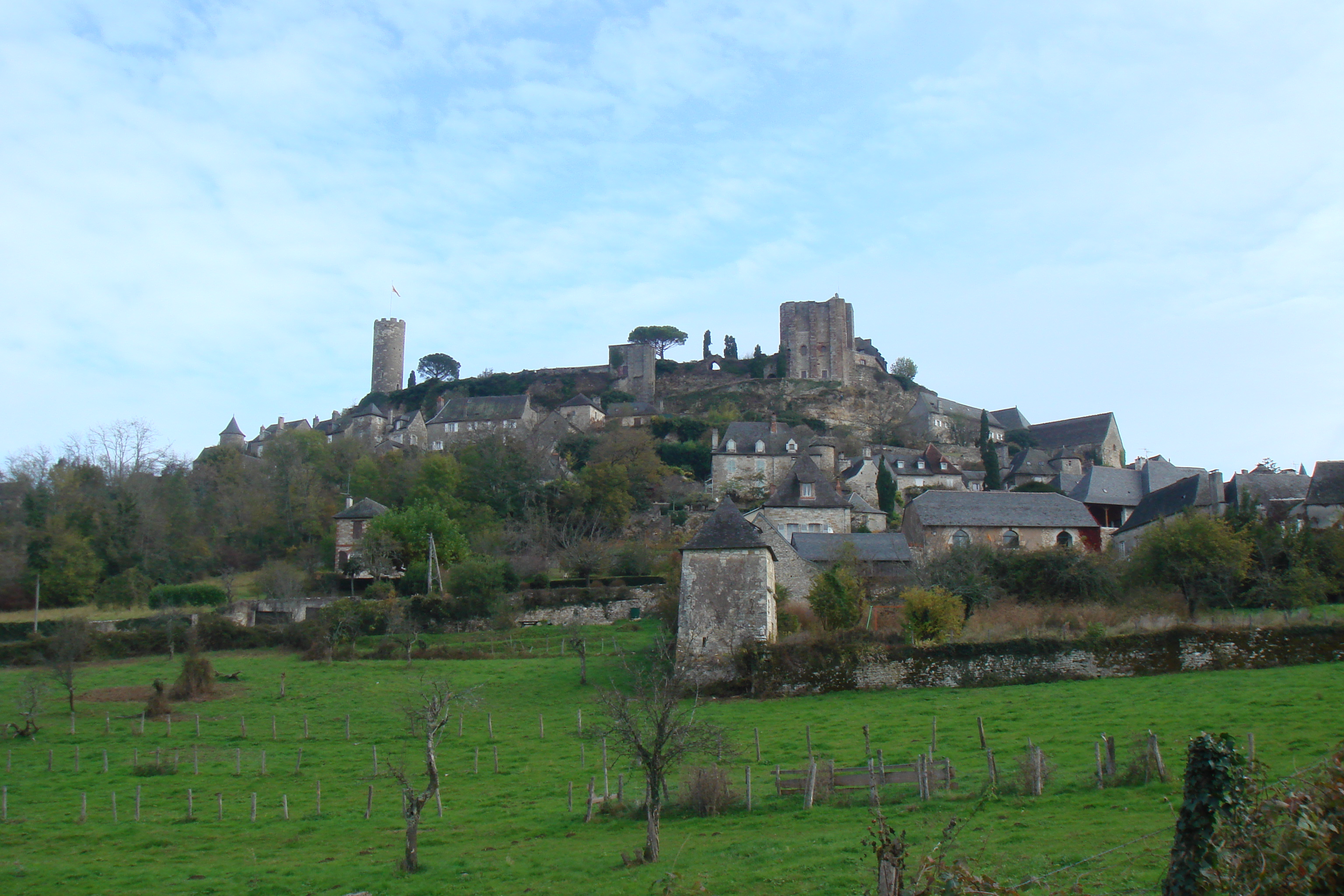
Torena
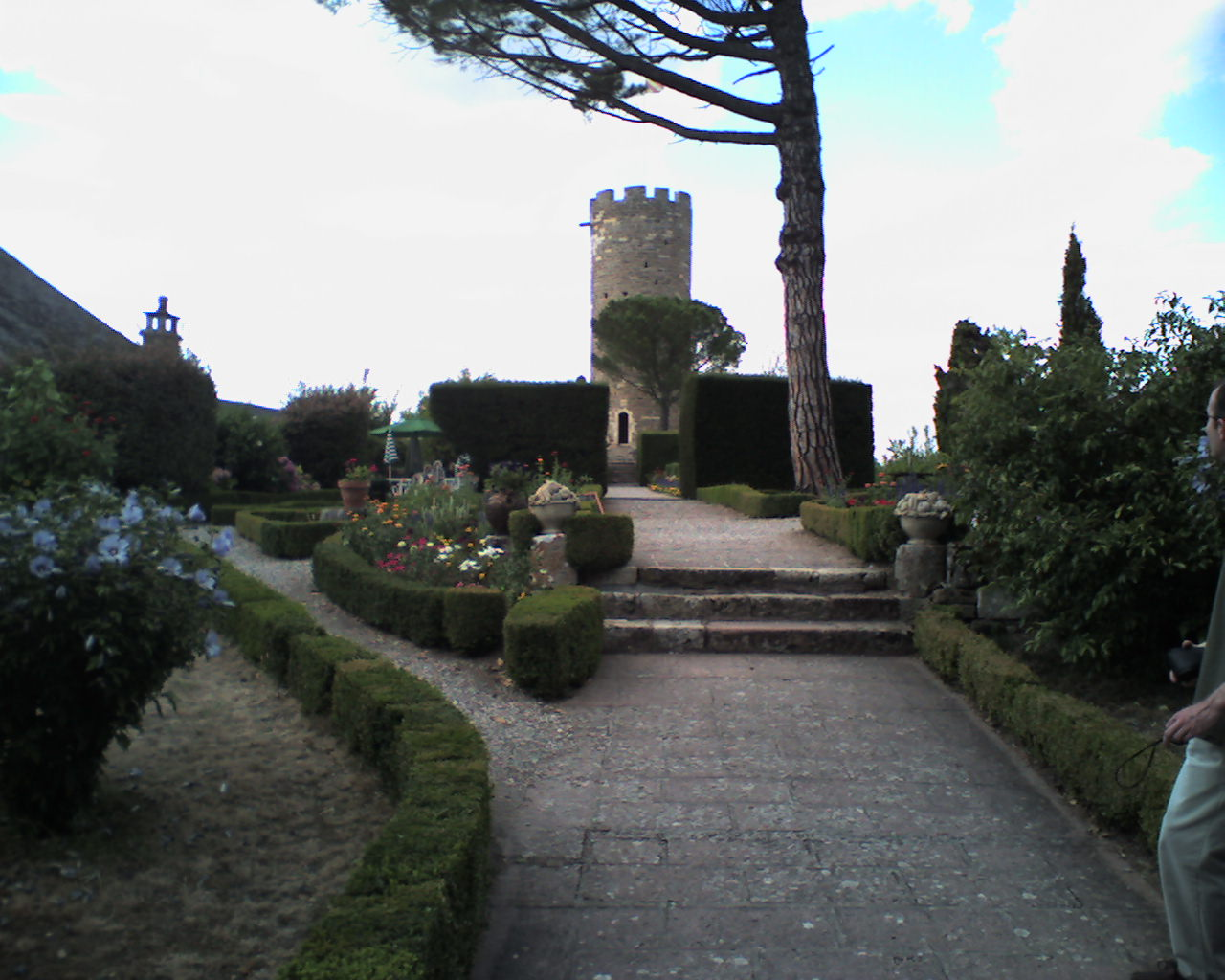
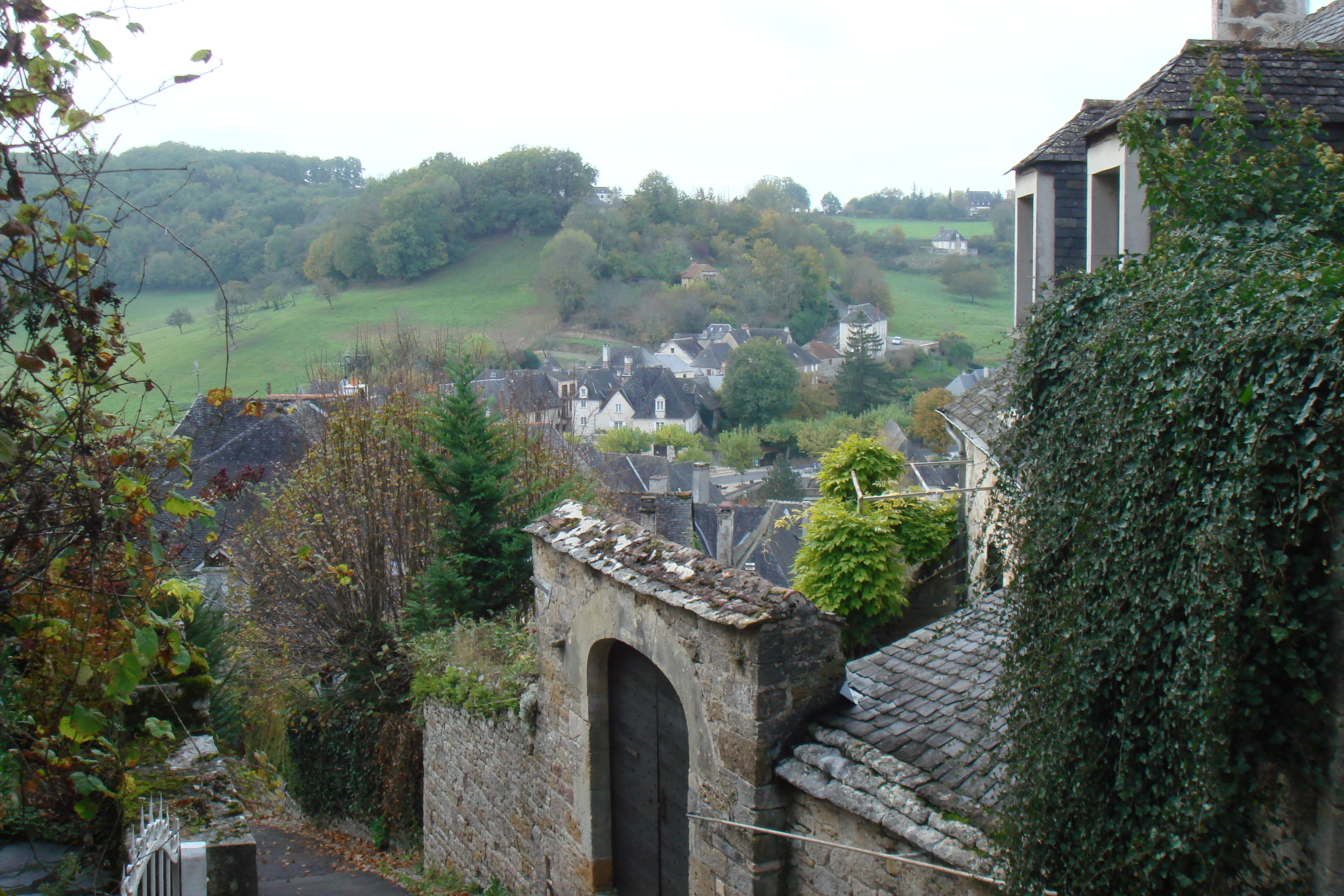
Carrer de Torena